# Stenporten, Zagreb
Stenporten (kroatiska: Kamenita vrata) är en kulturmärkt stadsport i Zagreb i Kroatien. Den uppfördes troligtvis på 1200-talet och utgjorde då en av fyra stadsportar till den kungliga köpstaden Gradec som idag är en del av Zagrebs historiska stadskärna. Stadsporten är den enda kvarvarande porten från den forna stadsmuren. Dess nuvarande utformning härrör från år 1760. 
Stenporten är idag en av Gamla stans symboler, ett landmärke, turistattraktion och helgedom. I portens passage finns ett romersk-katolskt kapell tillägnat Vår Fru av Stenporten och i den historiska salen på andra våningen har Brödraskapet kroatiska drakens bröder, ett ordenssällskap grundat år 1905 i dåvarande österrikisk-ungerska Zagreb, sitt säte. 

## Historik
Stenporten var en del av den stadsmur som uppfördes kring det medeltida Gradec åren 1242–1266. Det exakta datumet för stadsportens tillkomst är inte känt men den måste med all säkerhet ha funnits sedan åtminstone år 1266 även om den först omnämns i ett dokument från år 1492. Den var tillverkad i sten i en stad vars byggnader till största del var konstruerade i trä. Stadsportens ursprungliga utseende är inte känt. I en beskrivning från 1500-talet framgår att tornet saknade ett tak (detta tillkom år 1555) och att en bro över ett dike ledde till porten. Vid fyra olika tillfällen under 1600- och 1700-talet (åren  1645, 1674, 1706 och 1731) skadades stadsporten i bränder.

## Helgedomen Vår Fru av Stenporten
Den 31 maj 1731 utbröt en brand i Gradec. Stenporten och närliggande byggnader skadades svårt. En målning föreställande Jungfru Maria och Jesusbarnet (senare kallad "Vår Fru av Stenporten") som tidigare hängde ovanför ingången till porten klarade sig dock mirakulöst utan skador. Dess ägarinna (änkan Modlar) lät därefter i tacksamhet flytta in den i stadsportens passage där ett mindre kapell bestående av målningen och ett altare uppfördes. År 1778 formgav den lokale konstnären Ivan Korta ett smidesjärngaller i barockstil som sattes framför altaret och målningen. På tvåhundraårsminnet av händelsen den 31 maj 1931 kröntes målningen med en krona av guld och den 31 maj 1991 utsåg den dåvarande ärkebiskopen Franjo Kuharić Vår Fru av Stenporten till staden Zagrebs skyddshelgon.
Målningen Vår Fru av Stenporten anses av troende besitta mirakulösa egenskaper. Konstnären bakom målningen är okänd men den anses allmänt av expertisen vara målad av en talangfull lokal målare. Den mäter 57 × 47 centimeter och är målad på linneduk. På målningen avbildas Jungfrun med en spira i sin vänstra hand. Med sin högra arm omfamnar hon Jesusbarnet som i sin vänstra hand håller i en glob med kors.
Utövande katoliker brukar i vördnad eller tillbedjan för Jungfru Maria tända ett ljus, lägga en blomma eller be en kort stund i passagen och tillika kapellet. På väggarna i passagen finns små rektangulära eller fyrkantiga stentavlor med inskriptioner. Dessa är votivgåvor som troende människor har låtit tillverka och sedan fått uppsatta på väggarna. Inskriptionernas budskap varierar. Inte sällan uttrycker de tacksamhet till Jungfrun för att de har blivit bönhörda. Under det kommunistiska styret i dåvarande Jugoslavien var det förbjudet att be på offentliga platser. Trots det fortsatte lokalbor att besöka Stenportens kapell vilket vittnar om dess kulturella betydelse i vardagslivet.